# Protostelea

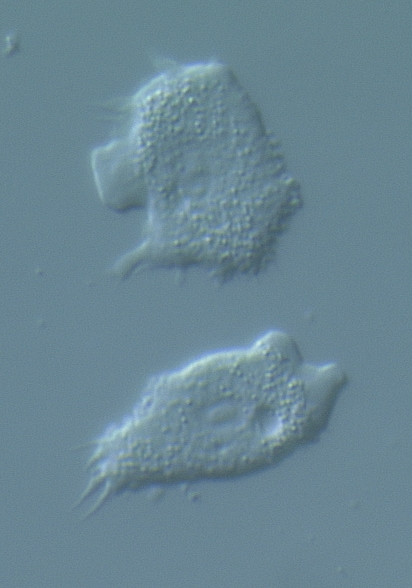
Protostelium, fase de amiba.

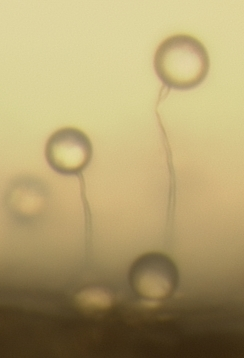
Protostelium, fase de formação de corpos frutificantes.

Protostelea (segundo o ICZN), ou Protosteliales (segundo o ICBN), é um grupo de protistas do infrafilo Mycetozoa, parte do grupo conhecido pelo nome comum de fungos mucilaginosos (ou bolores limosos),. geralmente considerado como uma classe monotípica tendo como única ordem o agrupamento Protostelida Shadwick & Spiegel in Adl et al., 2012

## Descrição
Os membros do agrupamento Protostelia são quando na fase trófica são amebas, que se deslocam sobre o substrato por movimento ameboide ou, no caso das espécies adaptadas a ambientes encharcados ou muito húmidos, utilizando flagelos. Como amebas, desenvolvem filópodes.
Os corpos frutificantes, conhecidos por esporocarpos, são apenas produzidos pelas amebas. Os esporocarpos são pedunculados, com o pedúnculo acelular, oco e com entre 5 e 100 micrómetros de comprimento. Cada pedúnculo suporta um esporocarpo com 1 a 8 esporos.
Os Protostelea, como a maioria dos membros do agrupamento Mycetozoa, caracterizam-se por seguirem um ciclo de vida com três fases morfológica e funcionalmente distintas: (1) amibas unicelulares; (2) uma etapa de agregação denominada plasmódio; e (3) a formação de um corpo frutificante formador de esporos.
Em vários géneros de protostelídeos, as amibas convertem-se directamente nos corpos frutificantes, enquanto que em outros formam-se pequenos plasmódios, ainda que a esporulação seja precedida pela segmentação do plasmódio em células uninucleadas ou com poucos núcleos.
O grupo Protostelea é considerado como o agrupamento mais primitivo do infrafilo Mycetozoa e o grupo basal de todos os restantes grupos integrados naquele agrupamento taxonómico (na sua presente circunscrição). A classe Protostelea compreende 36 espécies conhecidas.
Os protostelídeos ocorrem sobre as partes mortas das plantas, no solo, em detritos vegetais e em estrumes e compostos, alimentando-se de bactérias, leveduras e esporos de fungos. Em geral são pouco visíveis na natureza, com excepção de algumas espécies que podem ser localmente abundantes e aparecer como uma eflorescência (ou uma exsudação quando haja muita humidade) esbranquiçada sobre o substrato. Muitas espécies podem ser cultivadas sobre uma placa de Petri tendo como alimento Escherichia coli ou outras bactérias

.
A etapa trófica das espécies que integram os Protostelea usualmente consiste num ameba (denominada protoplasto) unicelular e uninucleada, ainda que em alguns grupos as amebas possam ser multinucleadas. Alguns géneros podem originar também protoplastos flagelados. Por último, outros géneros apresentam uma etapa trófica que consiste num plasmódio multinucleado reticulado.
Os esporângios formam-se directamente a partir dos protoplastos ou de fragmentos procedentes da segmentação do plasmódio, com pedúnculos ocos que contêm celulose. Podem ser facilmente diferenciados dos fungos, nos quais os corpos frutificantes não brotam das hifas.

## Ciclo de vida
O ciclo de vida dos protostelídeos é composto pelas etapas de esporo, protoplasto (ameba ou flagelado), plasmódio em alguns géneros, e corpo frutificante. Os protoplastos podem originar directamente corpos frutificantes, formando os esporângios individualmente. Nas formas com plasmódios, a esporulação é precedida pela segmentação do plasmódio em células uninucleadas ou com poucos núcleos.
Os esporos germinam para produzir protoplastos que se alimentam de bactérias e se reproduz assexuadamente por mitose. As células contêm um ou mais vacúolos contrácteis, vacúolos digestivos e um ou mais núcleos. Em alguns géneros formam-se pequenos plasmódios reticulados.
Os protoplastos produzem pseudópodes do tipo filópode, finas extensões temporárias de hialoplasma que lhes servem para capturar o alimento, movimento celular, formação de estruturas de tipo rizoide nos protoplastos ou extensão da rede nos plasmódios.
A margem dianteira da célula é composta por hialoplasma, que tal como os pseudópodes é desprovido de grandes organelos celulares. 
O movimento dos protoplastos é relativamente lento em comparação com as amebas de outros grupos que produzem lobópodes. As células flageladas, presentes em alguns géneros, podem apresentar um, dois ou mais flagelos, e antes de sofrerem divisão celular perdem os flagelos, que voltam a aparecer pouco depois das células filhas se separarem.
As amebas, ou segmentos de plasmódios, podem formar cistos quando as condições ambientais se mostrem desfavoráveis ou escasseiem os nutrientes. Os cistos germinam e libertam os protoplastos quando as condições voltem a ser favoráveis. A reprodução sexual não foi até agora observada neste grupo.
Eventualmente alguns protoplastos dão lugar a esporângios. Estes consistem num pedúnculo com um tubo delgado no interior que suporta no extremo superior de um a quatro esporos. A conversão do protoplasto em esporângio realiza-se da seguinte forma: o corpo celular do protoplasto assume uma forma semiesférica, que evolui para a forma de um «cogumelo» microscópico, com o protoplasma concentrado na zona central. Uma cobertura protectora delgada forma-se sobre a célula nesta fase, recobrindo todo o esporocarpo durante o seu desenvolvimento, provavelmente como protecção contra a dessecação.
Na fase seguinte do processo, parte do protoplasma é depositado sobre o substrato, originando o suporte em forma de disco do esporocarpo. Ao mesmo tempo, uma porção semi-esférica do citoplasma diferencia-se na região basal do proto-esporo. Este começa a secretar o tubo oco do pedúnculo, elevando-se sobre o substrato. Quando o pedúnculo alcança o seu máximo comprimento, o proto-esporo, que se situa na ponta do pedúnculo, segrega uma parede em seu redor e converte-se em esporo.
o processo completo usualmente completa-se em 30-60 minutos. Na maioria das espécies, os esporos estão em condições de germinar de imediato, mas em outras espécies é necessário um período de repouso antes da germinação poder ocorrer.

## Sistemática
O nome do táxon Protostelia foi proposto em 1970 por Lindsay Shepherd Olive, sendo que o nome da ordem Protostelida tinha sido proposto em 1967, também por Olive. Numa revisão realizado em 2007 concluiu-se que estavam validamente descritas 36 espécies de Protostelia, mas estimativas realizadas com base na sequenciação de DNA contido em amostras ambientais apontam para que o grupo integre pelos menos cerca de 150 espécies, sendo muito mais diverso do anteriormente se pensava.
Com essa circunscrição taxonómica, Protostelia é um táxon monotípico cuja única ordem, Protostelida, agrupa 4 famílias com os seguintes géneros:
- Cavosteliaceae
  - Cavostelium
  - Ceratiomyxella
  - Planoprotostelium
  - Protosporangium
- Ceratiomyxaceae
  - Ceratiomyxa
- Echinosteliopsidaceae
  - Echinosteliopsis
- Protosteliaceae
  - Clastostelium
  - Endostelium
  - Microglomus
  - Nematostelium
  - Protosteliopsis
  - Protostelium
  - Schizoplasmodiopsis
  - Schizoplasmodium
  - Tychosporium

Classificações mais recentes consideram que Protostelea compreende quatro famílias:
- Protosteliidae — inclui as amebas uninucleadas desprovidas de flagelos ou que quando flageladas apresentam várias cinétidas por célula. É composta pelos gêneros Protostelium, Planoprostelium, Clastostelium e Protosporangium
- Cavosteliidae — inclui desde amebas reticuladas, uninucleadas ou multinucleadas, até plasmódios multinucleados que apresentam subpseudópodes, com anastomose em alguns géneros. Podem ou não apresentar flagelos, com várias cinétidas por célula. É composta pelos gêneros Cavostelium, Schizoplasmodiopsis e Tychosporium.
- Soliformovidae — inclui amebas uninucleadas, em forma de leque, com subpseudópodes, não flageladas. É composta por apenas um gênero, Soliformovum
- Schizoplasmodiidae — todos os membros desta família formam plasmódios multinucleados reticulados. Carecem de flagelos ou então apresentam uma cinétida biflagelada por célula. É composta por três gêneros: Schizoplasmodium, Nematostelium e Ceratomyxiella.

Anteriormente a família Ceratomyxaceae (denominada atualmente de Ceratomyxidae) era incluído neste grupo, mas recentemente foi trasladado para o filo Cnidaria (classe Myxozoa - ordem Bivalvulida).

Estudos posteriores de genética molecular mostram, no entanto, que o grupo taxonómico é dividido em vários grupos diferentes. Alguns deles podem ser taxa que apesar de incluídos nos Amoebozoa são autónomos em relação aos restantes Protostelea, que na sua presente circunscrição será parafilético. Esses grupos são:
- Protosteliida: Planoprotostelium, Protostelium.
- Cavosteliida: Cavostelium, Schizoplasmodiopsis, Tychosporium
- Protosporangiida
  - Protosporangiidae: Clastostelium, Protosporangium.
- Schizoplasmodiida: Ceratiomyxella, Nematostelium, Schizoplasmodium.

Alguns géneros terão um afiliação sistemática completamente diversa: Endostelium é parte dos Pellitida (por sua vez, parte dos Flabellinia e estes por sua vez parte dos Discosea), Protosteliopsis pertence aos Vannellida (também parte dos Flabellinia) e Echinosteliopsis e Microglomus permanecem em incertae sedis no interior dos Amoebozoa. Todas as espécies são directa ou indiretamente parte do grupo Amoebozoa, o qual constitui o menor taxon comum.